# Partirono preti, tornarono… curati
Pour plus de détails, voir Fiche technique et Distribution.
Partirono preti, tornarono... curati (littéralement : Ils partirent prêtres et revinrent ... curés) est un western zapata comique italien sorti en 1973, réalisé par Bianco Manini.

## Synopsis
Deux Américains se déguisent en prêtres pour traverser le Mexique en plein milieu de la révolution de 1911.

## Fiche technique
- Titre original italien : Partirono preti, tornarono... curati
- Réalisation : Bianco Manini
- Scénario : Bianco Manini, Ofelia Minaldi[1]
- Genres : comédie, western zapata
- Musique : Luis Bacalov
- Production : Bianco Manini pour C.I.P.D.I. Cinematografica
- Photographie : Carlo Carlini
- Format d'image : 2.35:1
- Montage : Romeo Ciatti
- Durée : 102 min
- Pays de production :  Italie
- Année de sortie : 1973
- Langue originale : italien

## Distribution
Sauf indication contraire, les informations mentionnées dans cette section peuvent être confirmées par la base de données cinématographiques IMDb,  présente dans la section « Liens externes ».
- Lionel Stander : Sam Thompson dit Tonaca
- Riccardo Salvino : John le Timide
- Jean Louis : don Felipe
- Giampiero Albertini : général Miguel
- Clara Hopf : Adelita
- Flavio Colombaioni : clown
- Alvaro Vitali
- Camillo Milli